# Firmin Le Ver
Firmin Le Ver (* zwischen 1370 und 1375; † 1444 in Abbeville) war ein französischer Kartäusermönch, Philologe, Romanist und Lexikograf.

## Leben und Werk
Firmin Le Ver (lateinisch: Firminus Verris) war der Prior des Karthäuserklosters Saint-Honoré in Thuison bei Abbeville. Offenbar für sein Kloster erstellte er von 1420 bis 1440 das erste lateinisch-französische Wörterbuch, dessen Autor bekannt ist. Es ist mit 45 000 Einträgen, die lateinisch und französisch erklärt werden (was insgesamt 540 000 laufende Wörter ergibt, davon ein Sechstel französische), ausgesprochen reichhaltig. Das Manuskript wurde 1994 herausgegeben.

## Werke
- Firmini Verris dictionarius = Dictionnaire latin-français de Firmin Le Ver, hrsg. von Brian Merrilees et William Edwards, Turnhout 1994